# Aninoasa
Aninoasa (ungarisch Aninósza) ist eine Kleinstadt im Kreis Hunedoara in der Region Siebenbürgen in Rumänien.

## Geographische Lage
Aninoasa liegt in der Nähe des Zusammenflusses beider Quellflüsse (Jiu de Vest und des Jiu de Est) des Jiu (Schil), in den östlichen Ausläufern des Retezat-Gebirges. Die Kreishauptstadt Deva liegt etwa 60 km nordwestlich von Aninoasa entfernt.

## Geschichte
Die Region der heutigen Stadt ist seit der Zeit der Daker und Römer wegen ihrer reichen Holzvorkommen bekannt.
Die älteste erwähnte Siedlung im Tal des westlichen Schils ist Bărbătenii de Jos, das später in Iscroni umbenannt wurde und das heute in Aninoasa eingemeindet ist.
1442 wurde eine Siedlung namens Anena beschrieben. Sie entstand nach Auffassung des rumänischen Historikers Nicolae Iorga möglicherweise im 11. bis 13. Jahrhundert durch Kolonisten aus dem Hațeger Land. 1791 wurde in Iscroni eine Holzkirche erbaut.
Die heutige Ortschaft Aninoasa entstand durch den Kohlebergbau im Schil-Tal am Ende des 19. Jahrhunderts, als 1890 mehrere Kohlenreviere eröffnet wurden. Um die Kohle transportieren zu können, baute die Betreibergesellschaft 1892 eine 4200 m lange Transportseilbahn nach Petroșani. 1895 wurde eine Schule errichtet; 1900 nahm eine Eisenbahn für den Kohletransport ihren Betrieb auf. Die erstmalige offizielle Erwähnung als administrative Einheit erfolgte 1913.
Nach Ende des Ersten Weltkrieges kam Aninoasa, das bis dahin wie ganz Siebenbürgen zu Österreich-Ungarn gehört hatte, zu Rumänien. 1968 wurden Iscroni in Aninoasa eingemeindet; 1989 erhielt Aninoasa den Status einer Stadt.
Bis 1989 florierte der Ort vor allem durch den Bergbau und war zugleich auch der größte Getreide- und Fleischproduzent der Region. Danach begann die allmähliche Einstellung des Bergbaus, 2006 wurde die letzte Zeche geschlossen.
Die von der Kohle weitgehend abhängige Stadt verarmte dadurch, die Arbeitslosenzahlen stiegen sprunghaft und viele junge Menschen verließen Aninoasa. Da die Steuereinnahmen einbrachen und die Gemeinde sich stark verschuldete, musste Aninoasa 2013 als erste rumänische Stadt Insolvenz beantragen. Seither gilt die Stadt als die ärmste Stadt Rumäniens.
Erdbeben in der Region beschädigten im Februar 2023 zahlreiche vernachlässigte Wohnbauten, fast 400 Bewohner mussten deshalb für mehrere Jahre in Notfallunterkünfte evakuiert werden.

## Bevölkerung
Laut der im Jahr 2021 durchgeführten Volkszählung beträgt die Einwohnerzahl der Stadt Aninoasa 3.369 Einwohner, ein Rückgang gegenüber der vorherigen Volkszählung im Jahr 2011, als 4.360 Einwohner registriert wurden.
1850 waren auf dem Gebiet der heutigen Stadt 500 Einwohner registriert. 488 waren Rumänen und 12 Roma. Der Bergbau führte zu einem raschen Bevölkerungszuwachs; 1910 wurden 1523, 1930 schon 5318 Bewohner gezählt. Seit 1956 (6830) ist die Einwohnerzahl tendenziell rückläufig. Bei der Volkszählung 2002 lebten in Aninoasa 5106 Personen, davon 3120 in der eigentlichen Stadt und 1986 in Iscroni. 4684 bezeichneten sich als Rumänen, 260 als Ungarn, 141 als Roma und 8 als Rumäniendeutsche. Inoffizielle Schätzungen aus dem Jahr 1999 gehen von ca. 500 Roma aus. 2011 bekannten sich von den 4360 Einwohnern 3711 als Rumänen, 298 als Roma, 172 als Magyaren und fünf als Deutsche.
Aus konfessioneller Sicht ist die Mehrheit der Einwohner orthodox (74,77 %), mit Minderheiten von Katholiken (5,25 %), Pfingstlern (3,86 %) und Reformierten (1,22 %).

## Verkehr
Aninoasa verfügt über keinen Bahnanschluss. Der eingemeindete Ort Iscroni liegt an der Bahnstrecke Simeria–Petroșani–Filiași. Hier halten derzeit (2009) pro Tag und Richtung ca. fünf Nahverkehrszüge. Es bestehen regelmäßige Busverbindungen nach Petroșani.

## Ehrenbürger
- 2014: Ștefania Stănilă (* 1997), Kunstturnerin